# 総合資格学院
総合資格学院（そうごうしかくがくいん）は、建設・不動産関連資格の受験対策講座を開講している資格試験予備校。運営主体は「株式会社総合資格」「株式会社中部資格」。現在全国90か所に教室を展開。

## 事業内容

### スクール事業
「総合資格学院」は、「1級・2級建築士」「建築施工管理技士」「土木施工管理技士」「宅建士」などの建築・不動産関連資格の受験対策講座を開講している有力予備校である。特長は「ライブ講義」と「インタ・ライブ講義」による個別指導。

### 法人サポート事業
資格指導のノウハウを活かし、企業向けの研修プログラム・講習メニューを提供。また近年では、新卒学生の採用支援活動も積極的に展開し、企業と学生との橋渡しをしている。

### 学校・学生サポート事業
全国各地で開催されている学生設計展など、建築系のイベントを支援。 就職セミナーや業界研究セミナーなど、就職のためのガイダンスも随時開催。さらに、学院のネットワークを活かし、建設関連企業の採用情報誌を提供し、学生と企業の橋渡しをしている。

### 出版事業
2004年夏に出版局を立ち上げ、「総合資格学院」タイトルのオリジナル書籍の出版を開始。コンテンツの中心は資格試験のためのテキストや問題集。これらは建築士講座などで使用されている教材を、一般向けに再編集した受験対策用の書籍である。

### 法定講習事業
株式会社総合資格、グループ会社の株式会社総合資格学院法定講習センターにて、国土交通大臣・経済産業大臣の登録を受け各種法定講習を実施。
- 監理技術者講習実施機関 - 監理技術者講習
- 宅建登録講習機関 - 宅建登録講習
- 宅建登録実務講習実施機関 - 宅建登録実務講習
- 国土交通大臣登録講習機関 - 一級／二級／木造 建築士定期講習
- 国土交通大臣登録講習機関 - 管理建築士講習
- 経済産業大臣指定講習機関 - 第一種電気工事士定期講習

## 所在地
- 本社：東京都新宿区西新宿1－26－2 新宿野村ビル22F

## グループ
- 株式会社総合資格と株式会社中部資格は、総合資格学院の運営主体
- 総合資格学院：建築・不動産関連資格試験の資格試験予備校
- 株式会社総合資格学院法定講習センター：各種法定講習を実施

## 沿革[6]
- 1980年（昭和55年） 株式会社中部資格協会設立。宅建・1級土木施工管理技士・2級建築士講座を開講
- 1981年（昭和56年） 1級建築士講座を開講
- 1984年（昭和59年） 1級建築施工管理技士講座を開講
- 1986年（昭和61年） 中部資格協会東京本部開設
- 1987年（昭和62年） 株式会社総合資格協会設立
- 1997年（平成9年） 「株式会社総合資格」「株式会社中部資格」へ社名変更
- 2000年（平成12年） 「オリジナル法令集」の出版
- 2002年（平成14年） イメージキャラクターとして「菊川怜」と契約
- 2003年（平成15年） テレビ東京「ドリームハウス」番組スポンサー（TVCM製作）
- 2004年（平成16年） 「2級建築士試験・設計製図課題集」を刊行
- 2005年（平成17年） 「監理技術者講習」の指定講習機関に登録、講習を開講。「宅建登録講習」の指定講習機関に登録、講習を開始
- 2006年（平成18年） 「宅建登録実務講習」の指定講習機関に登録、講習を開始
- 2007年（平成19年） 2級建築施工管理技士講座を開講
- 2008年（平成20年） 株式会社総合資格学院法定講習センター設立
- 2009年（平成21年） 「建築士定期講習」「管理建築士講習」の指定講習機関に登録、講習を開始。建築情報誌「Architekton」創刊
- 2010年（平成22年） インテリアコーディネーター講座を開講
- 2011年（平成23年） 一般社団法人日本経済団体連合会に入会。建築学生の活動を紹介する冊子「Architekton+」創刊
- 2012年（平成24年） 雑誌「建築知識」に岸社長の対談企画「これからの建築 これからの人材」の連載が開始
- 2013年（平成25年） 「第一種電気工事士定期講習」の指定講習機関に登録、講習を開始
- 2014年（平成26年） 2級土木施工管理技士講座を開講。構造設計1級建築士講座を開講。
- 2015年（平成27年） 設備設計1級建築士講座を開講。建築設備士講座を開講
- 2016年（平成28年） 1級管工事施工管理技士講座を開講
- 2017年（平成29年） 2級管工事施工管理技士講座を開講
- 2018年（平成30年） 賃貸不動産経営管理士講座を開講